# Museu Comercial da Filadélfia
O Philadelphia Commercial Museum (também conhecido como International Bureau of Commerce ; mais tarde, Museum of the Philadelphia Civic Center) foi um museu fundado na Filadélfia, Pensilvânia, em 1895. Sua casa permanente era um edifício neoclássico situado na 34th Street e Civic Center Blvd, erguido como parte da Exposição Nacional de Exportação de 1899. O museu tinha escritórios comerciais na 332 South Fourth Street.
O objetivo do museu era promover o comércio interno e externo, bem como coletar produtos e informações sobre o comércio mundial. Foi a primeira instituição norte-americana a promover ativamente a indústria e os negócios do país nos mercados externos.

## História
Em 1893, o botânico William P. Wilson, professor da Universidade da Pensilvânia, participou da Exposição Colombiana Mundial e sugeriu o desenvolvimento de um "museu permanente da feira mundial". Ele comprou grande parte das exposições da feira e depois de despachá-las de volta para a Filadélfia, o museu abriu em espaços temporários. Quatro anos depois que Wilson fundou o museu, seu prédio oficial foi inaugurado e, em 1899, foi inaugurado. William Pepper foi o primeiro presidente do conselho de curadores. Os antigos escritórios da Pennsylvania Railroad Company foram alugados e as exposições foram garantidas da América Latina, África, Austrália, Japão e Índia, formando a maior coleção permanente de produtos brutos existente.
Foi ideia de Pepper ter o Museu da Universidade da Pensilvânia e o Museu Comercial situados próximos um do outro, no plano do Museu de South Kensington . Para tanto, as Câmaras Municipais, em 1896, aprovaram uma portaria cedendo aos curadores do Museu Comercial 6.5 ha de terreno para a construção de edifícios adequados. Os edifícios custam US$ 1 milhão para serem erguidos. Dessa quantia, o Congresso destinou $ 300 mil, com o entendimento de que os edifícios permanentes se tornariam, após a Exposição de Exportação, a sede do Museu Comercial. O estado da Pensilvânia destinou $ 75 mil; a cidade de Filadélfia, $ 200 mil. Outras somas foram reunidas por meio de assinaturas gerais dos cidadãos da Filadélfia, da Pensilvânia e do país em geral.
A instituição mudou de nome para Museum of the Philadelphia Civic Center em 1966. O museu fechou em 1º de julho de 1994.